# Cryptus praefortis
Cryptus praefortis là một loài tò vò trong họ Ichneumonidae.